# Julianna Margulies
Pour les articles homonymes, voir Margulies.
Julianna Margulies, née le 8 juin 1966 à Spring Valley (New York), est une actrice et productrice américaine.
Révélée au grand public pour son interprétation de l'infirmière Carol Hathaway dans la série médicale Urgences durant les années 1990, elle est également remarquée dans les années 2010 pour son interprétation de l'avocate Alicia Florrick, l’héroïne de la série judiciaire The Good Wife.
Son rôle dans la série Urgences lui vaut en 1995 l'Emmy Award de la « Meilleure actrice dans un second rôle », et celui dans The Good Wife deux Emmys en 2011 et 2014 dans la catégorie « Meilleure actrice », ainsi qu'un Golden Globe en 2010.

## Biographie

### Jeunesse et formation
Julianna Luisa Margulies est la fille cadette de Paul Margulies (en), écrivain et publicitaire, et de Francesca Goldberg Margulies, professeur de danse, tous les deux héritiers d'une lignée de Juifs Ashkénazes originaires de Roumanie, Autriche, Hongrie et Russie. Elle a deux sœurs, Rachel et Alexandra Margulies. Pendant son enfance, elle vit successivement dans le Sussex (Angleterre), puis à Paris et enfin à New York.
Après ses études primaires à la Green Meadow Waldorf School (en), elle suit ses études secondaires à la High Mowing School (en). Après quoi, elle est acceptée au Sarah Lawrence College où elle obtient en 1989 un baccalauréat universitaire (licence),,,,.

### Années 1990: débuts et révélation télévisuelle
En 1994, après à peine quelques apparitions dans des séries télévisées, Julianna Margulies décroche un rôle secondaire dans le pilote d'une nouvelle série médicale américaine, Urgences. Son personnage, l'infirmière Carol Hathaway devait disparaître au terme du premier épisode lors d'une tentative de suicide. Mais, face à l'accueil positif du public, l'actrice intègre la distribution principale de la série.
La relation sentimentale de son personnage avec le docteur Doug Ross (interprété par George Clooney) devient l'une des intrigues les plus populaires de la série, et l'actrice voit son interprétation rapidement saluée. Dès 1995, elle remporte l'Emmy Award de la Meilleure actrice dans un second rôle et, par la suite, quatre nominations dans la catégorie « Meilleure actrice » jusqu'en 2000.
Elle quitte la série en 2000, au terme de la sixième saison, soit un an après Clooney. Elle décline alors une offre de 27 millions de dollars pour rester, ce qui aurait pu faire d'elle l'actrice la mieux payée du petit écran.

### Années 2000: progression en demi-teinte

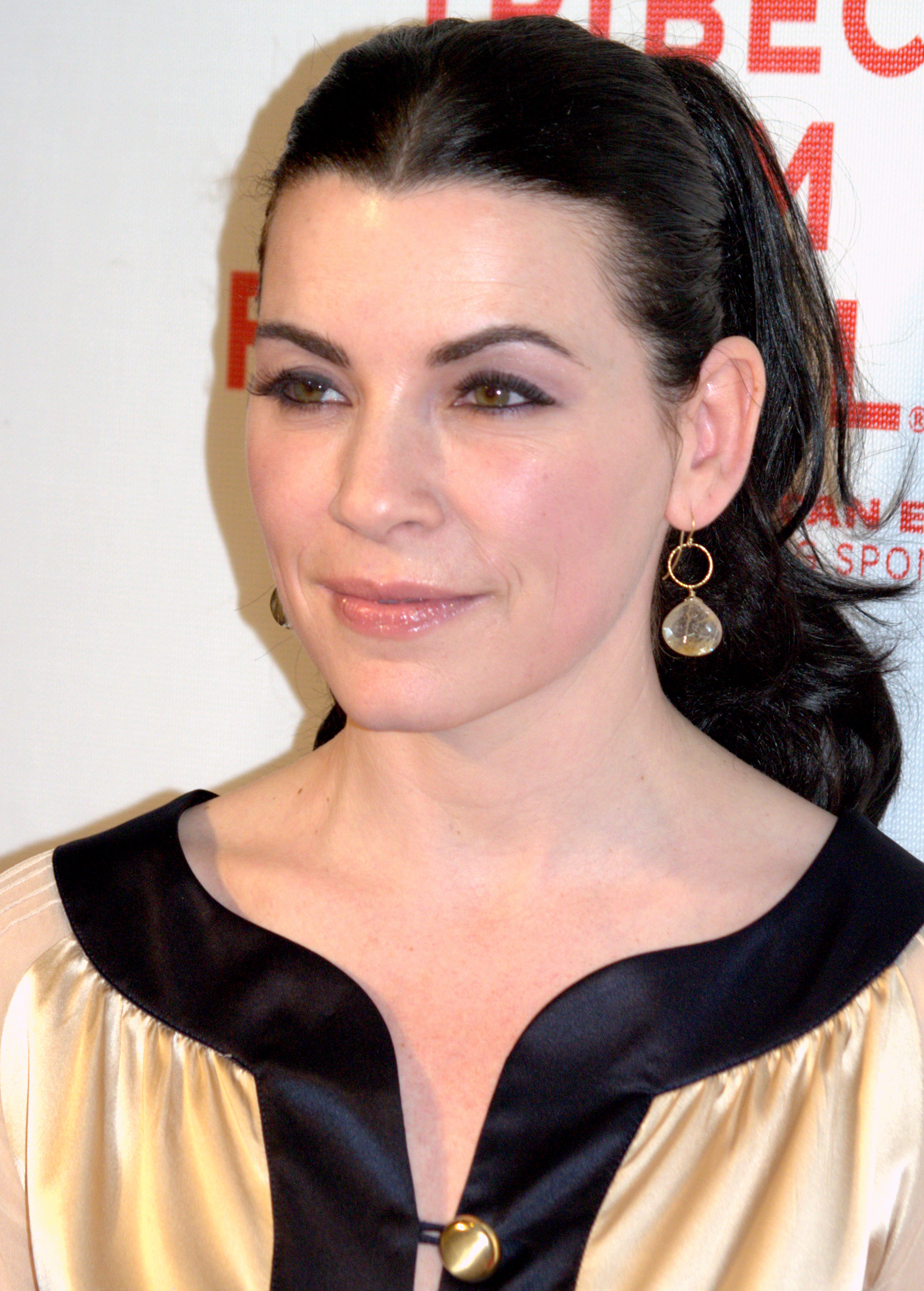
L'actrice au Festival du film de TriBeCa 2009, pour la présentation de City Island.

Durant les années suivantes, Julianna Margulies tente de passer au grand écran. En 2001, après avoir incarné Morgane Le Fay dans le téléfilm en deux parties Les Brumes d'Avalon, (qui lui vaut une nomination aux Golden Globes), elle tient le premier rôle féminin du drame L'Homme d'Elysian Fields, face à Andy Garcia,,.
En 2002, elle donne la réplique à Pierce Brosnan pour le mélodrame Evelyn, et mène le film d'horreur Le Vaisseau de l'angoisse. Aucun de ces projets ne lui permet cependant de s'imposer.
Parallèlement, elle revient sur les planches pour une reprise des Monologues du vagin,.  
Elle revient ensuite à la télévision. D'abord pour le téléfilm historique Hitler : La Naissance du mal (2003) avec Robert Carlyle,,, puis pour les six épisodes de la mini-série thriller État d'alerte (2004), face à une autre vedette de télévision, Dylan McDermott. Sa performance est saluée par une nomination aux Golden Globes. Elle s'aventure aussi sur le terrain de la comédie, en participant à deux épisodes de la quatrième saison de Scrubs.
En 2005, ses nouvelles tentatives cinématographiques passent inaperçues : le thriller Slingshot (en) sort directement en vidéo, et la parodie Des serpents dans l'avion ne devient culte que pour son concept et la prestation de son acteur principal, Samuel L. Jackson,. En 2006, elle finit par glisser vers le cinéma indépendant : d'abord en acceptant un second rôle dans la romance The Darwin Awards, puis en faisant partie de la distribution de la comédie dramatique Beautiful Ohio. 
Elle décide alors de revenir vers les séries télévisées. Un retour amorcé avec précaution en 2006-2007. Elle accepte d'abord d'incarner une femme fatale dans trois épisodes de la sixième saison de la série d'HBO, Les Soprano,,. Elle tient aussi le premier rôle féminin de la mini-série The Lost Room, face à une autre figure majeure de la télévision, Peter Krause.
En 2008, elle revient dans le rôle-titre d'une série judiciaire, qu'elle co-produit également, La Loi de Canterbury, où elle officie en tant qu'avocate impitoyable. Le programme est cependant un échec d'audience et disparaît au bout de six épisodes. Elle tourne dans la foulée un film indépendant, City Island, pour lequel elle retrouve Andy Garcia, et qui reçoit d'excellentes critiques,,,.

### Années 2010-2020: retour télévisuel au premier plan

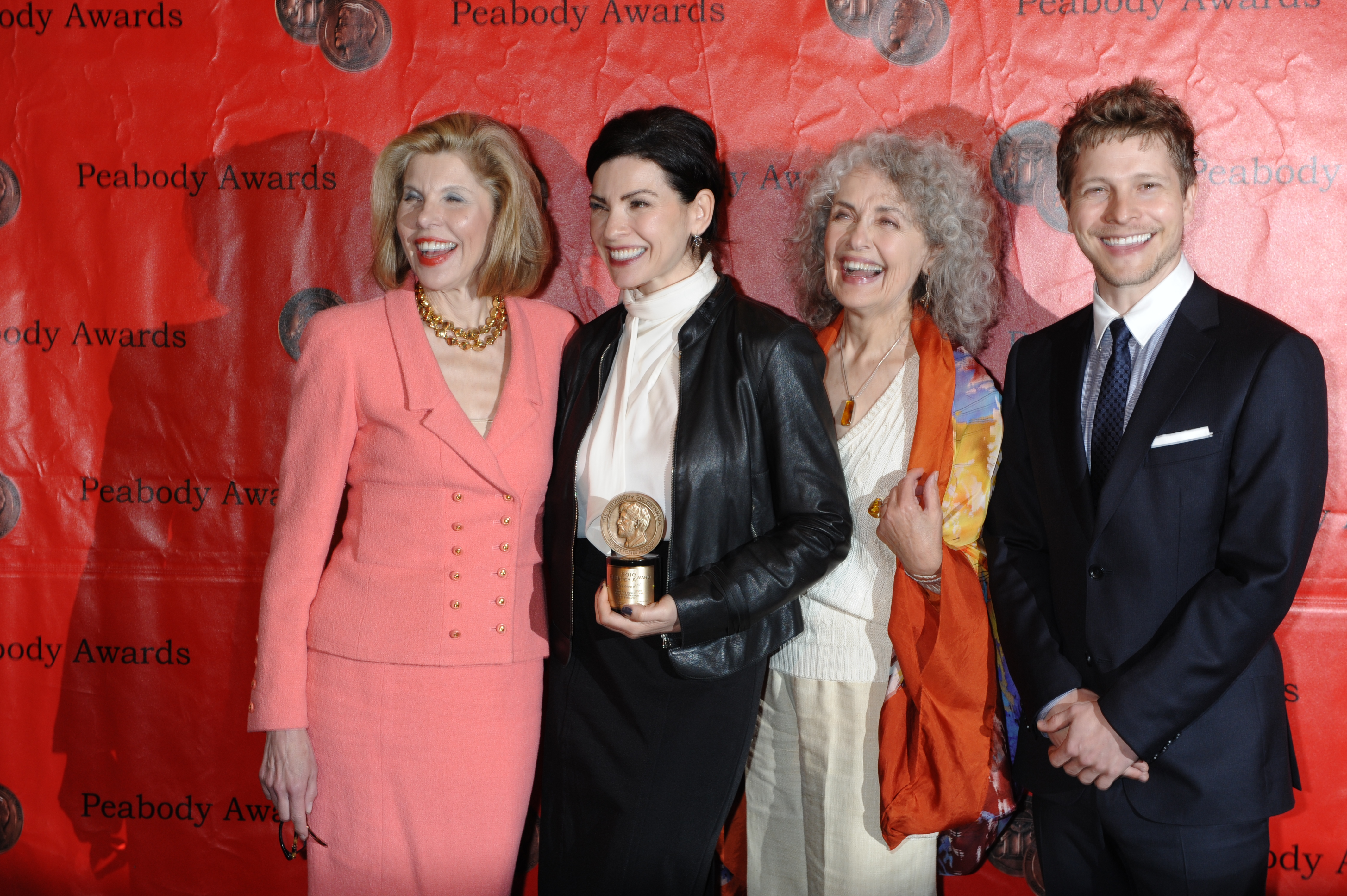
Christine Baranski, Julianna Margulies, Mary Beth Peil et Matt Czuchry, lors de la 70e cérémonie des Peabody Awards, en 2011.

Julianna Margulies persiste cependant dans le registre judiciaire, en revenant dès la rentrée 2009 dans le rôle principal de l'ex-femme au foyer devenant avocate, Alicia Florrick, pour la série dramatique The Good Wife.
Le programme est acclamé par la critique, et vaut à l'actrice une nomination à l'Emmy de la meilleure actrice dans une série dramatique dès la première année, ainsi que le Golden Globe de la meilleure actrice. Elle est nommée pour cette récompense pour chacune des sept saisons de la série, qui connaît d'excellentes audiences et s'exporte dans plusieurs pays. Du côté des Emmys, elle reçoit le trophée à deux reprises : en 2011 et 2014, pour son travail sur les seconde et cinquième saisons.
Durant les sept saisons, l'actrice s'investit de façon croissante dans la production, mais sa relation houleuse avec sa partenaire, l'actrice Archie Panjabi, conduit cette dernière au départ au terme de l'avant-dernière saison.
Parallèlement à The Good Wife, l'actrice ne participe qu'à un seul long-métrage, la comédie thriller Les Derniers Affranchis, dans le premier rôle féminin face à Al Pacino, Christopher Walken et Alan Arkin, qui sort en 2012,,. 
À la fin de la série, elle décroche un rôle secondaire dans la comédie dramatique Untouchable, de Neil Burger, remake du classique français Intouchables, d'Olivier Nakache et Éric Toledano. Le film est rebaptisé The Upside et bien que présenté au Festival international du film de Toronto 2017, il ne sort dans les salles qu'en 2019 en raison de l'Affaire Harvey Weinstein, sa société The Weinstein Company produisant le film. Cependant, il  est un succès, obtient des critiques positives, saluant les prestations de Bryan Cranston et de Kevin Hart, tout en récoltant plus de 122 millions de dollars de recettes.
En 2018, elle retrouve un premier rôle à la télévision en étant l'héroïne de Dietland, diffusée par le réseau AMC. Dans cette comédie noire elle incarne une directrice de magazine de mode impitoyable, perturbée par des groupes féministes. En dépit de critiques élogieuses, la série est arrêtée au bout d'une saison, faute d'audiences,,,,.
En 2019, elle refuse d’apparaître dans trois épisodes de la série dérivée The Good Fight, en raison d'un salaire de 15 000 dollars par épisode, jugé insuffisant,.
Toujours en 2019, elle joue dans la série télévisée Billions, puis rejoint en 2021 la deuxième saison de la série diffusée sur Apple TV+, The Morning Show aux côtés de Jennifer Aniston et de Reese Witherspoon, dans le rôle de la journaliste et présentatrice Laura Peterson, avec qui le personnage de Witherspoon, Bradley Jackson, a une relation amoureuse.

### Vie privée

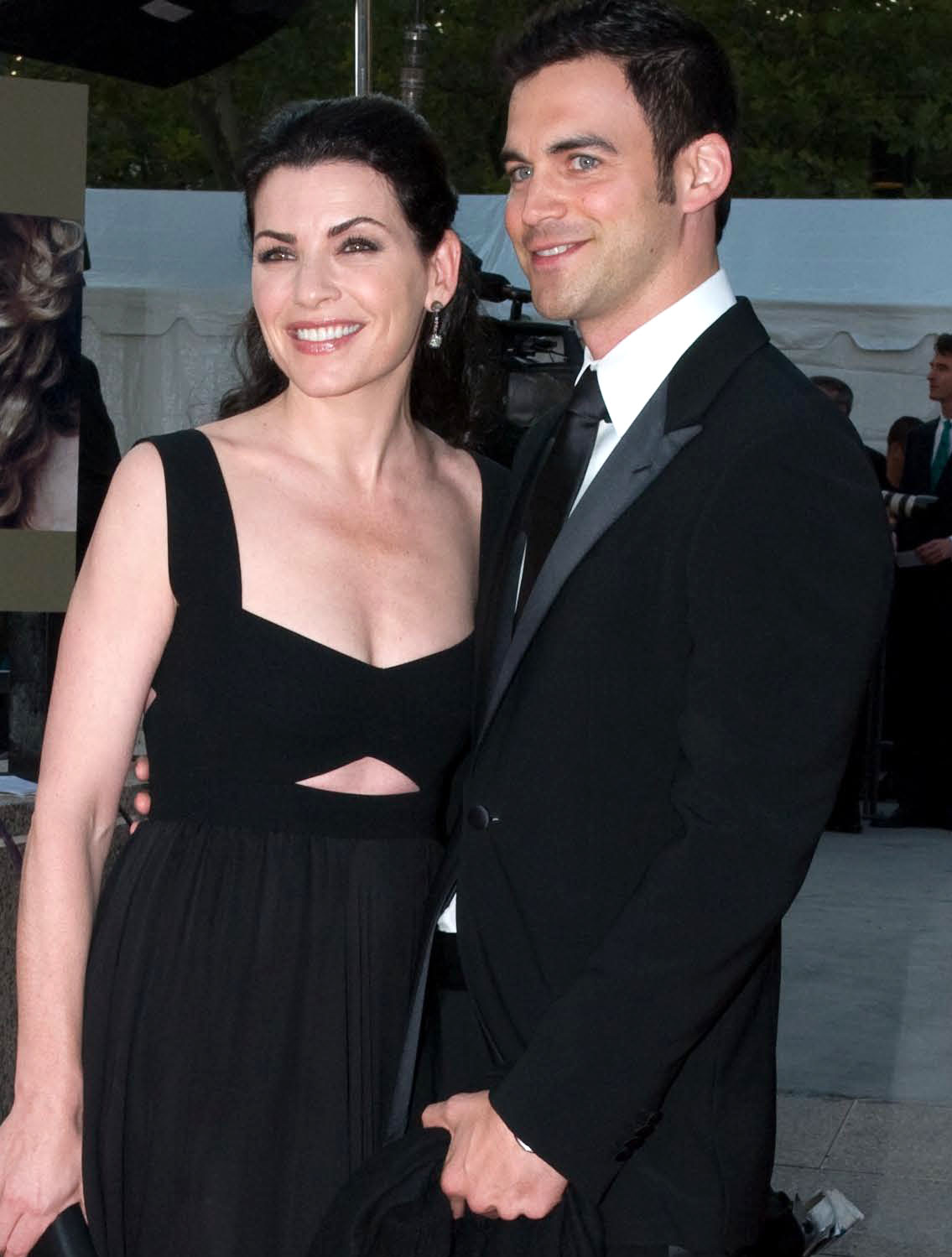
Julianna Margulies aux côtés de son époux en septembre 2008.

Julianna Margulies est mariée à Keith Lieberthal depuis novembre 2007. Ils ont un fils, Kieran Lindsay Lieberthal, né en janvier 2008,.

## Filmographie

### Cinéma

#### Court métrage
- 2002 : Love Gets You Twisted de Jeff Stanzler : la narratrice

#### Longs métrages
- 1991 : Justice sauvage (Out for Justice) de John Flynn : Rica[54],[5]
- 1997 : Les Truands (Traveller) de Jack N. Green : Jean
- 1997 : Paradise Road de Bruce Beresford : Topsy Merritt[55]
- 1998 : Le Gang des Newton (The Newton Boys) de Richard Linklater : Louise Brown[56],[57]
- 1998 : Sonia Horowitz, l'insoumise (A Price Above Rubies) de Boaz Yakin : Rachel[58]
- 1999 : The Big Day de Ian McCrudden : Sara[59]
- 2000 : What's Cooking ? de Gurinder Chadha : Carla[60]
- 2000 : Dinosaure (Dinosaure) de Eric Leighton et Ralph Zondag : Neera (voix)[61]
- 2001 : L'Homme d'Elysian Fields de George Hickenlooper : Dena Tiller[9]
- 2002 : Evelyn de Bruce Beresford : Bernadette Beattie[12]
- 2002 : Le Vaisseau de l'angoisse de Steve Beck : Maureen Epps[13],[62]
- 2005 : Slingshot (en) de Jay Alaimo : Karen
- 2006 : Des serpents dans l'avion de David R. Ellis : Claire Miller[24]
- 2006 : The Darwin Awards de Finn Taylor : Carla
- 2006 : Beautiful Ohio de Chad Lowe : Mrs. Cubano[63]
- 2009 : City Island de Raymond De Felitta : Joyce Rizzo[32]
- 2013 : Les Derniers Affranchis (Stand Up Guys) de Fisher Stevens : Nina Hirsch[41]
- 2017 : State of Mind (Three Christs) de Jon Avnet : Ruth
- 2017 : Sous un autre jour (The Upside) de Neil Burger : Lily[42]
- 2025 : Millers in Marriage d'Edward Burns : Maggie

### Télévision

#### Téléfilms
- 1997 : Austin Powers: International Man of Mystery Special de Bruce Leddy et Joe Perota : The Swingers Club
- 2001 : Jenifer de Jace Alexander : la psychiatre de Jenifer
- 2001 : Les Brumes d'Avalon d'Uli Edel : Morgane Le Fay
- 2003 : Hitler : La Naissance du mal de Christian Duguay : Helene Hanfstaengl

#### Séries télévisées
- 1992 : New York, police judiciaire : la lieutenant Ruth Mendoza (1 épisode)
- 1994 : Arabesque: Rachel Novaro (saison 10, épisode 9)
- 1994 : Homicide : Linda (2 épisodes)
- 1994-2000 : Urgences : l'infirmière Carol Hathaway (134 épisodes)
- 1998 : Ellen : Ellen Screen Test 5 (1 épisode)
- 2004 : État d'alerte : Maron Jackson (mini-série, 6 épisodes)
- 2004 : Scrubs : Neena Broderick (saison 4, épisode 9 et 10)
- 2006 : The Lost Room : Jennifer Bloom (mini-série, 3 épisodes)
- 2006 : Les Soprano : Julianna Skiff (saison 6, épisodes 6 à 12)
- 2006 : Armenian Genocide : la narratrice (1 épisode)
- 2008 : La Loi de Canterbury : Elizabeth Canterbury (6 épisodes, également productrice de 6 épisodes)
- 2009 : Urgences : l'infirmière Carol Hathaway (saison 15, épisode 19)
- 2009-2016 : The Good Wife : Alicia Florrick (156 épisodes, également productrice de 103 épisodes)
- 2010 : 1, rue Sésame : la docteur Berger (1 épisode)
- 2017 : Nightcap : elle-même (1 épisode)
- 2018 : Dietland : Kitty Montgomery (10 épisodes)
- 2019 : The Hot Zone : la docteur Nancy Jaxx[64]
- 2020 : Billions : Catherine Brant (saison 5)
- à partir de 2021  : The Morning Show : Laura Peterson (saisons 2 et 3)

## Voix françaises
En France
| - Hélène Chanson dans : - Homicide (série télévisée) - Les joies du mariage (téléfilm) - Urgences (série télévisée) - Paradise Road - Sonia Horowitz, l'insoumise - Les Brumes d'Avalon (téléfilm) - Le Vaisseau de l'angoisse - Hitler : La Naissance du mal (téléfilm) - État d'alerte (mini-série) - Scrubs (série télévisée) - La Loi de Canterbury (série télévisée) - The Lost Room (mini-série) - Les Soprano (série télévisée) - The Good Wife (série télévisée) - Les Derniers Affranchis - Dietland (série télévisée) - The Morning Show (série télévisée) - Millers in Marriage | - Julie Dumas dans : - Evelyn - Des serpents dans l'avion et aussi - Nathalie Régnier dans Le Gang des Newton - Ninou Fratellini dans Dinosaure (voix) |

## Distinctions

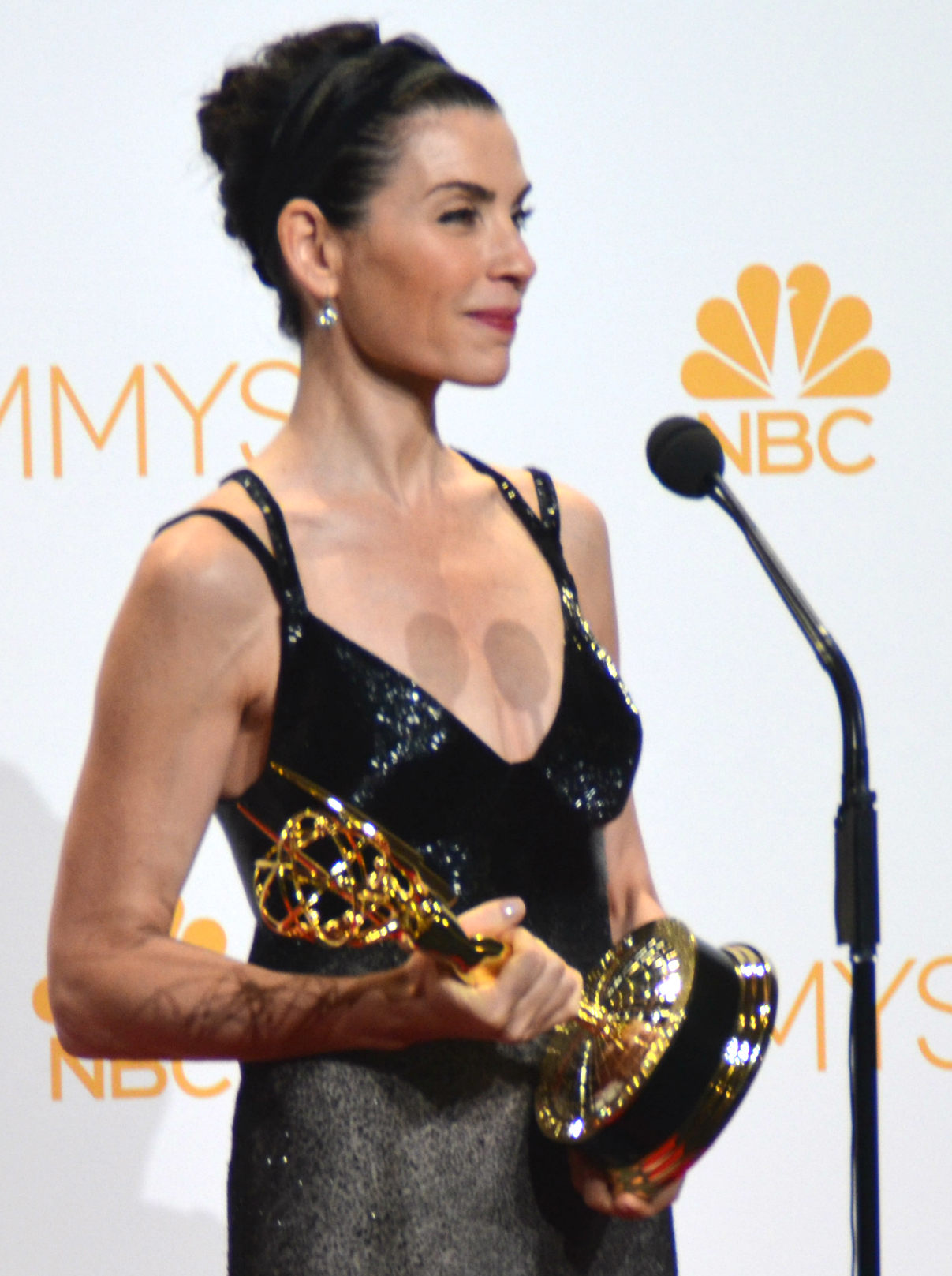
L'actrice avec son second Primetime Emmy Award de la meilleure actrice dans une série télévisée dramatique en 2014.

- En 2015, Julianna Margulies reçoit une étoile sur le Walk of Fame.

### Récompenses
- Primetime Emmy Awards 1995 : Meilleure actrice dans un second rôle dans une série télévisée dramatique pour Urgences.
- Viewers for Quality Television Awards 1995 : meilleure actrice dans une série télévisée dramatique pour Urgences.
- Screen Actors Guild Awards 1996 : meilleure distribution dans une série dramatique pour Urgences ,partagé avec George Clooney, Anthony Edwards, Eriq La Salle, Gloria Reuben, Sherry Stringfield et Noah Wyle.
- Online Film & Television Association Awards 1997 : meilleure actrice dans une série télévisée dramatique pour Urgences.
- Viewers for Quality Television Awards 1997 : meilleure actrice dans une série télévisée dramatique pour Urgences.
- Screen Actors Guild Awards 1997 : meilleure distribution dans une série dramatique pour Urgences, partagé avec George Clooney, Anthony Edwards, Laura Innes, Eriq La Salle, Gloria Reuben, Sherry Stringfield et Noah Wyle.
- Screen Actors Guild Awards 1998 : meilleure distribution dans une série dramatique pour Urgences, partagé avec Maria Bello, George Clooney, Anthony Edwards, Laura Innes, Alex Kingston, Eriq La Salle, Gloria Reuben et Noah Wyle.
- Screen Actors Guild Awards 1998 : meilleure actrice pour Urgences.
- Online Film & Television Association 1999 : meilleure actrice dans une série télévisée dramatique pour Urgences.
- Screen Actors Guild Awards 1999 : meilleure actrice pour Urgences.
- Screen Actors Guild Awards 1999 : meilleure distribution dans une série dramatique pour Urgences, partagé avec George Clooney, Anthony Edwards, Laura Innes, Alex Kingston, Eriq La Salle, Kellie Martin, Gloria Reuben et Noah Wyle.
- Online Film & Television Association 2000 : meilleure actrice dans une série télévisée dramatique pour Urgences.
- New York Women in Film & Television 2009 : Trophée Muse.
- Golden Globes 2010 : meilleure actrice dans une série dramatique pour The Good Wife .
- Screen Actors Guild Awards 2010 : meilleure actrice pour The Good Wife [66].
- Television Critics Association Awards  2010 : meilleure actrice une série télévisée dramatique pour The Good Wife.
- Online Film & Television Association 2010 : meilleure actrice une série télévisée dramatique pour The Good Wife.
- Critics' Choice Television Awards 2011 : meilleure actrice dans une série dramatique pour The Good Wife.
- Primetime Emmy Awards 2011 : Meilleure actrice dans une série télévisée dramatique pour The Good Wife.
- Screen Actors Guild Awards 2011 : meilleure actrice pour The Good Wife.
- Primetime Emmy Awards 2014 : meilleure actrice dans une série dramatique pour The Good Wife.